# Ramsey, New Jersey
Ramsey är en kommun av typen borough i Bergen County i New Jersey. Vid 2010 års folkräkning hade Ramsey 14 473 invånare.